# 지포스 RTX 20 시리즈
지포스 RTX 20 시리즈(GeForce RTX 20 Series)는 엔비디아가 개발한 그래픽 처리 장치의 한 종류이다. 지포스 10 시리즈의 뒤를 이으며, 2018년 9월 20일 선적을 시작했고, 여러 에디션 출시 후 2019년 7월 2일에 지포스 RTX 슈퍼 라인업이 발표되었다.
20 시리즈는 엔비디아의 튜링 마이크로아키텍처를 도입했으며, 소비자용 제품에 하드웨어 기반의 실시간 레이 트레이싱을 구현한 업계 최초의 RTX 카드 1세대이다. 엔비디아의 일반적인 전략과 달리 20 시리즈에는 보급형 라인업이 없으며, 이 시장 부문은 16 시리즈가 담당하게 했다.
이 카드들은 2020년에 처음 출시된 암페어 마이크로아키텍처 기반의 지포스 30 시리즈의 후속 제품이다.

## 역사

### 발표
2018년 8월 14일, 엔비디아는 그해 초 SIGGRAPH에서 튜링 아키텍처를 소개한 직후 지포스 RTX 2080을 시작으로 20 시리즈의 첫 번째 카드 발표를 티저했다. 지포스 20 시리즈는 2018년 8월 20일 게임스컴에서 최종적으로 발표되었고, "전용 텐서 및 RT 코어 포함" 덕분에 "실시간 레이 트레이싱을 처리하도록 설계된" 최초의 그래픽 카드 라인업이 되었다.
2018년 8월, 엔비디아가 지포스 RTX 및 쿼드로 RTX를 상표로 등록했다는 보도가 있었다.

### 출시
이 라인은 2018년 9월 20일 선적을 시작했다. 지포스 10 시리즈의 뒤를 이으며, 20 시리즈는 엔비디아의 튜링 마이크로아키텍처와 RTX 카드 1세대의 도입을 알렸으며, 업계 최초로 소비자용 제품에 실시간 하드웨어 레이 트레이싱을 구현했다.
2018년 후반에 출시된 RTX 2080은 다양한 게임에서 GTX 1080보다 최대 75% 더 빠르다고 마케팅되었으며, PC 게이머에 따르면 이 칩은 "2006년 첫 CUDA 코어가 출시된 이후 GPU에 대한 가장 중요한 세대 업그레이드"라고 설명했다.
초기 출시 후 2018년 말에는 팩토리 오버클럭 버전이 출시되었다. 첫 번째는 "Ti" 에디션이었으며, 파운더스 에디션 카드는 기본적으로 오버클럭되었고 3년 보증을 제공했다. 지포스 RTX 2080 Ti가 출시되었을 때 테크레이더는 이를 "시장 최고의 GPU"라고 불렀다. 지포스 RTX 2080 파운더스 에디션은 2018년 9월 19일 PC 게이머로부터 성능에 대해 긍정적인 평가를 받았으나, 소비자에게 높은 가격으로 인해 비판을 받았으며, 레이 트레이싱 기능은 아직 많은 프로그램이나 게임에서 활용되지 못했다는 점도 지적되었다. 2019년 1월, Tom's Hardware는 지포스 RTX 2080 Ti Xtreme이 "사용 가능한 가장 빠른 게이밍 그래픽 카드"라고도 언급했지만, 냉각 솔루션의 시끄러움과 PC 케이스 내의 크기 및 열 출력에 대해 비판했다. 2018년 8월, 회사는 지포스 RTX 그래픽 카드가 "최초의 초고속 GDDR6 메모리, 단일 케이블로 차세대 모니터에서 최대 8K HDR을 60Hz로 구동할 수 있는 새로운 DisplayPort 1.4 출력, 그리고 차세대 가상 현실 헤드셋을 위한 USB Type-C 출력을 특징으로 하는 세계 최초의 그래픽 카드"라고 주장했다.
2018년 10월, PC 게이머는 2080 Ti 카드의 공급이 이미 지연된 후 "극도로 타이트하다"고 보도했다. 2018년 11월까지 MSI는 9가지 다른 RTX 2080 기반 그래픽 카드를 제공했다. 2018년 12월에 출시된 이 라인업의 타이탄 RTX는 초기 가격이 2500달러로, 당시 지포스 RTX 2080 Ti에 필요한 1300달러보다 훨씬 비쌌다.

### 마케팅
2019년 1월, 엔비디아는 다양한 회사의 40개 새로운 노트북에 지포스 RTX 그래픽 카드가 사용될 것이라고 발표했다. 또한 그 달에 지포스 RTX 카드의 가격에 대한 부정적인 반응에 대해 엔비디아 CEO 젠슨 황은 "그들이 옳았다. [우리는] RTX를 주류 시장에 내놓고 싶었지만... 아직 준비가 안 됐다. 이제 준비가 됐고, 그것은 2060이라고 불린다"라고 RTX 2060을 언급하며 말했다. 2019년 5월, TechSpot 리뷰는 Advanced Micro Devices의 새로 출시된 라데온 VII이 지포스 RTX 2080과 속도가 비슷했지만, 게임에서는 약간 느렸고, 둘 다 가격이 비슷하며 직접적인 경쟁 상대라고 언급했다.
2019년 7월 2일, 지포스 RTX 슈퍼 라인업 카드가 발표되었으며, 이는 2060, 2070, 2080의 상위 스펙 버전으로 구성된다. 각 슈퍼 모델은 이전 모델과 유사한 가격으로 제공되지만 개선된 스펙을 갖췄다. 2019년 7월, 엔비디아는 새로 출시될 지포스 RTX 20 시리즈의 "SUPER" 그래픽 카드가 지포스 RTX 2060보다 15%의 성능 우위를 가졌다고 밝혔다. PC 월드는 슈퍼 에디션을 가격 대비 "약간의" 업그레이드로, 2080 슈퍼 칩을 속도 면에서 "역대 출시된 GPU 중 두 번째로 강력한" 칩이라고 불렀다. 2019년 11월, PC 게이머는 "오버클럭 없이도 2080 Ti는 게임에 가장 적합한 그래픽 카드"라고 썼다. 2020년 6월, PC Mag은 엔비디아 지포스 RTX 2070 슈퍼를 "2020년 4K 게임에 가장 적합한 [8가지] 그래픽 카드 중 하나"로 선정했다. 지포스 RTX 2080 파운더스 에디션, 슈퍼, Ti도 목록에 올랐다. 2020년 6월, RTX 2060, RTX 2060 슈퍼, RTX 2070, RTX 2080 슈퍼를 포함한 그래픽 카드들이 지포스 RTX 3080 출시를 예상하며 소매업체에서 할인 판매될 것이라고 발표되었다. 2020년 4월, 엔비디아는 지포스 GTX 및 RTX 모델을 포함한 100개의 새로운 노트북이 다양한 회사에 라이선스될 것이라고 발표했다.

## 아키텍처
RTX 20 시리즈는 튜링 마이크로아키텍처를 기반으로 하며 실시간 하드웨어 레이 트레이싱 기능을 갖추고 있다. 카드는 TSMC의 최적화된 14 nm 노드에서 제조되었으며, 12 nm FinFET 엔비디아(FFN)라고 명명되었다. 튜링에 포함된 새로운 기능에는 메쉬 셰이더, 레이 트레이싱(RT) 코어(바운딩 볼륨 계층 구조 가속), 텐서(AI) 코어, 정수 및 부동소수점 연산의 동시 실행을 위한 전용 정수(INT) 코어가 포함되었다.
2세대 텐서 코어(볼타의 후속)는 RT 코어와 협력하며, AI 기능은 주로 두 가지 목적에 사용된다. 첫째, 캐스팅된 레이 사이의 빈 공간을 채워 부분적으로 레이 트레이싱된 이미지의 노이즈를 제거하는 것이다. 다른 텐서 코어의 응용 분야는 DLSS(딥 러닝 슈퍼 샘플링)로, 렌더링된 이미지를 더 높은 해상도로 업스케일링하기 위해 인공적으로 디테일을 생성하여 안티앨리어싱을 대체하는 새로운 방법이다.
엔비디아는 튜링용 GPU 다이를 A 및 비A 변종으로 구분하며, 이는 GPU 코드명의 수백 부분에 추가되거나 제외된다. 비A 변종은 팩토리 오버클럭이 허용되지 않는 반면 A 변종은 허용된다.
지포스 20 시리즈는 마이크론 테크놀로지의 GDDR6 메모리 칩을 사용하여 출시되었다. 그러나 출시 모델에서 보고된 결함으로 인해 엔비디아는 2018년 11월까지 삼성전자의 GDDR6 메모리 칩 사용으로 전환했다.

## 소프트웨어
지포스 20 시리즈와 함께 엔비디아는 RTX 개발 플랫폼을 도입했다. RTX는 레이 트레이싱 액세스를 위해 마이크로소프트의 DXR, 엔비디아의 OptiX, 벌칸을 사용한다. RTX 튜링 GPU에 사용된 레이 트레이싱 기술은 엔비디아에서 10년간 개발되었다. 엔비디아 Nsight Visual Studio Edition 애플리케이션은 GPU 상태를 검사하는 데 사용된다.

## 제품
이 시리즈의 모든 카드에는 CPU에 연결되는 PCIe 3.0 x16 인터페이스가 있으며, TSMC의 12 nm FinFET 공정을 사용하여 제조되었으며, GDDR6 메모리를 사용한다(초기에는 출시 시 마이크론 모듈을, 2018년 11월부터는 삼성 모듈을 사용).

## 갤러리

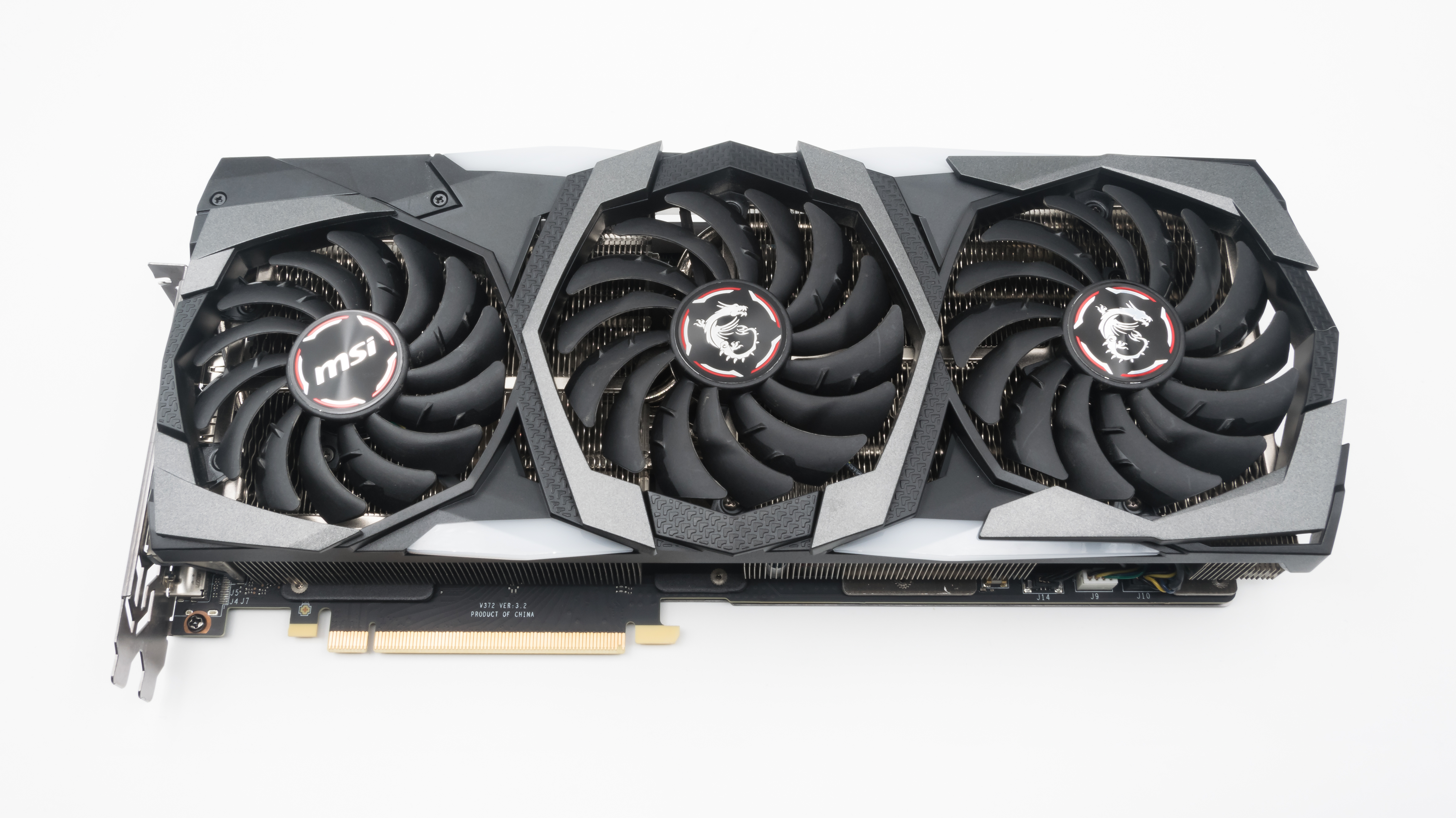
NVIDIA 지포스 RTX 2080 게이밍 X 트리오. 이 특정 모델은 NVIDIA 보드 파트너인 MSI에서 제조했다.
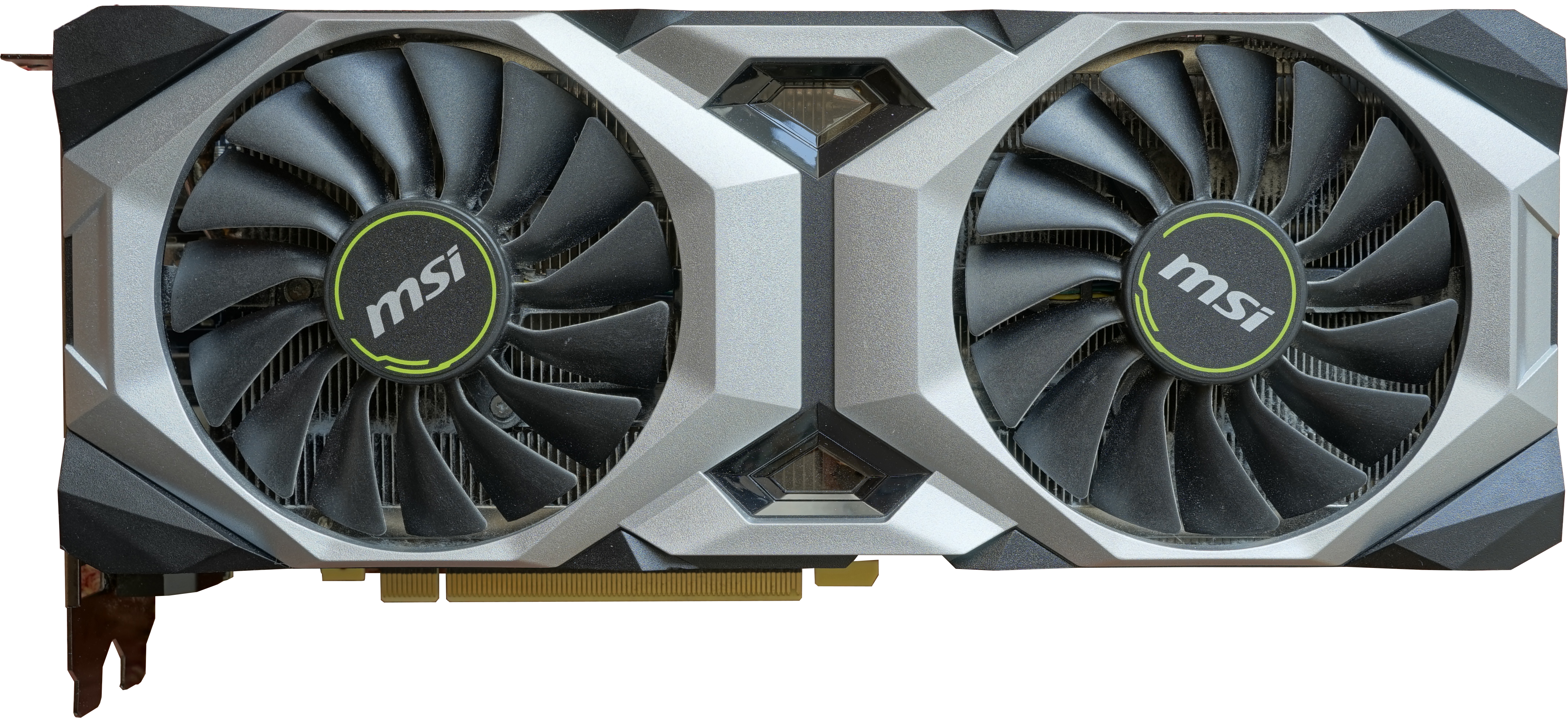
NVIDIA 지포스 RTX 2080 벤투스 OC 에디션, 보드 파트너 MSI 제조.
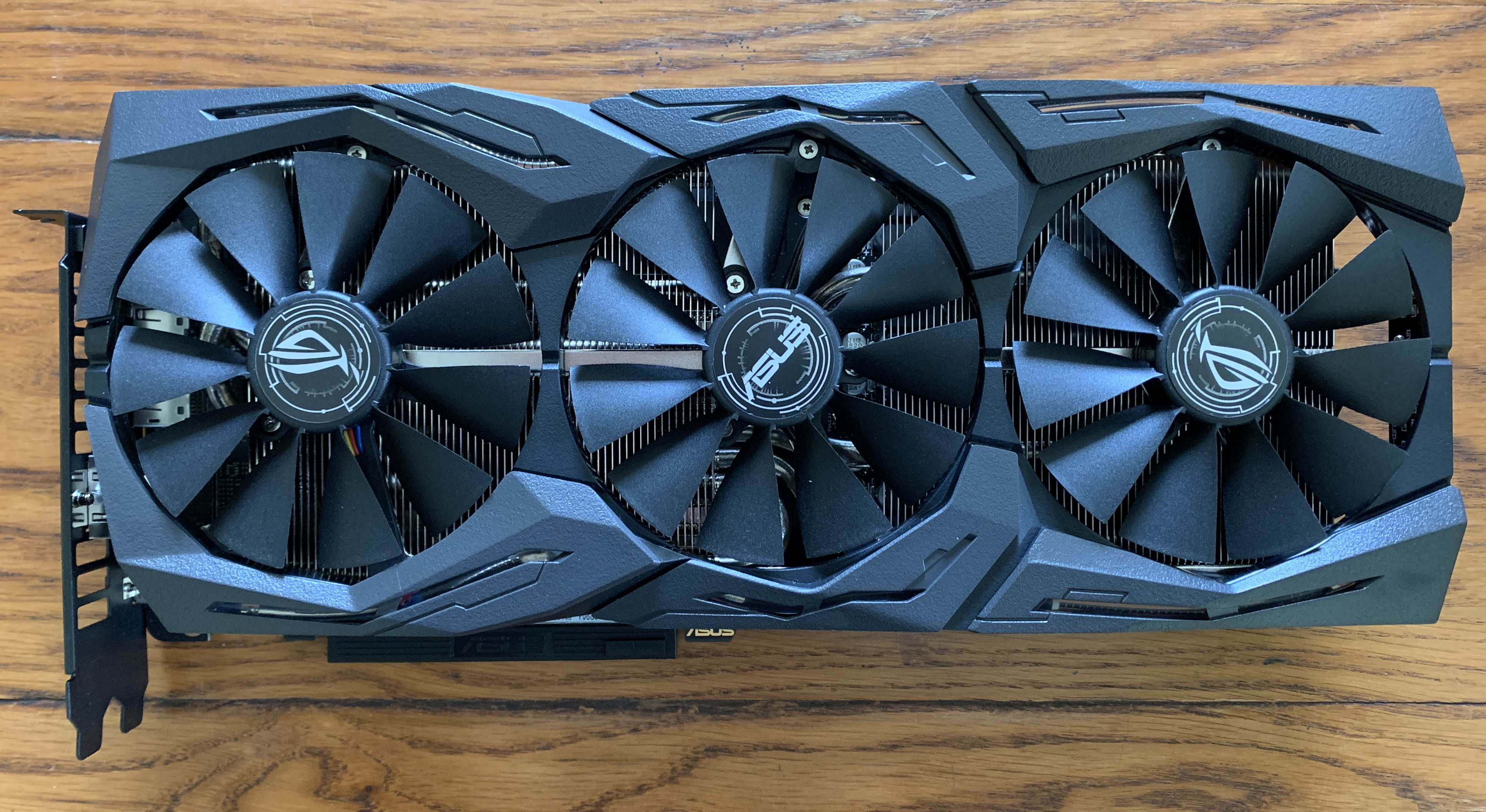
NVIDIA 지포스 RTX 2070 ROG 에디션. 이 특정 모델은 NVIDIA 보드 파트너인 아수스에서 제조했다.
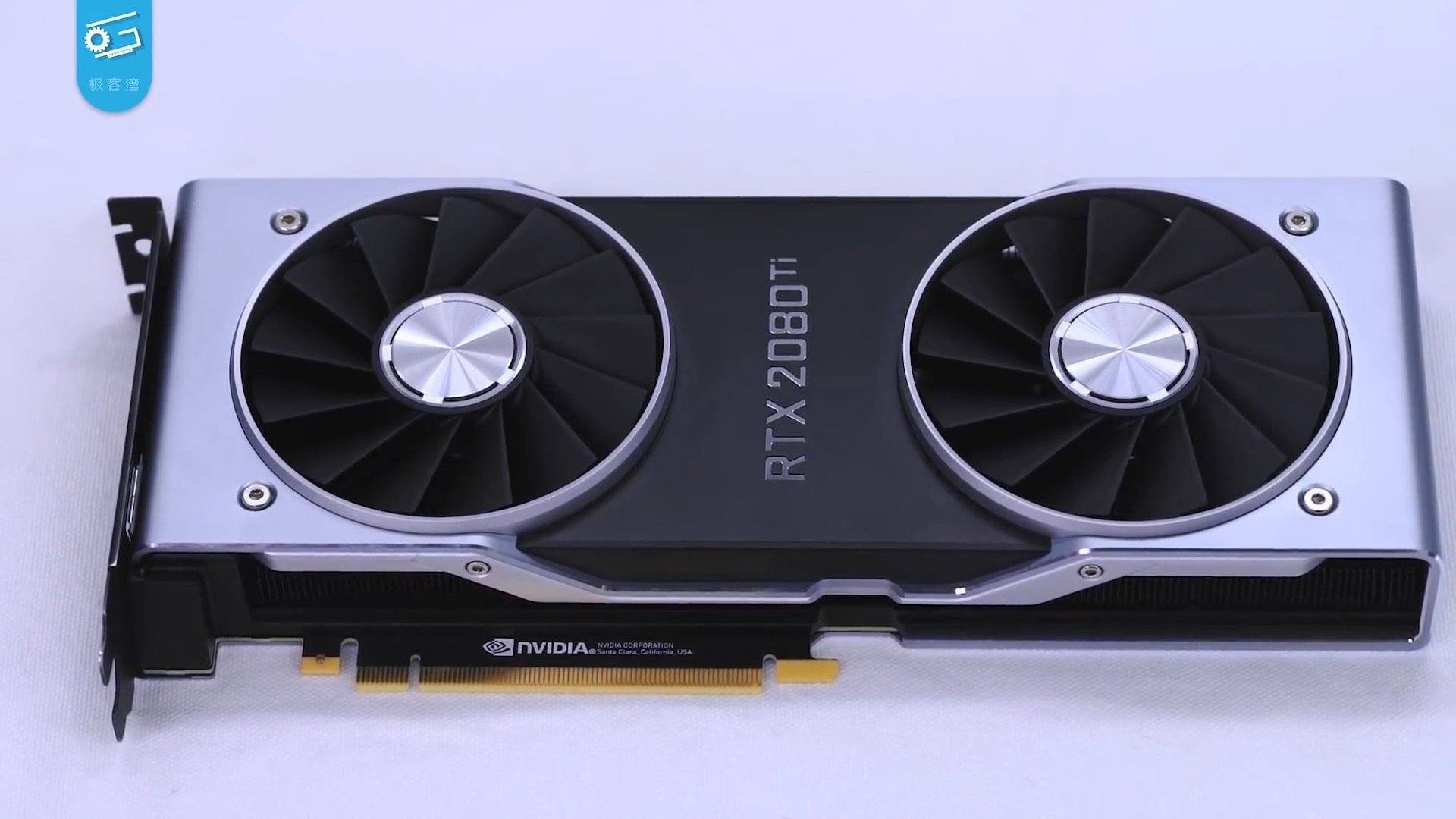
NVIDIA 지포스 RTX 2080 Ti 파운더스 에디션.

### 데스크톱
- 튜링 실리콘의 배정밀도(FP64) 성능은 단정밀도(FP32) 성능의 1/32이다.

| 모델                     | 런칭 날짜        | 런칭 MSRP (USD) | 코드 네임(s) | 트랜지스터 (10억) | 다이 크기 (mm2) | 코어 구성          | SM 카운트 | L2 캐시 | 클럭 속도   | 클럭 속도     | 필레이트    | 필레이트      | 메모리 | 메모리        | 메모리    | 처리 능력 (TFLOPS) | 처리 능력 (TFLOPS) | 처리 능력 (TFLOPS) | 레이 트레이싱 성능 | 레이 트레이싱 성능 | 레이 트레이싱 성능 | TDP   | NVLink 지원 |
| 모델                     | 런칭 날짜        | 런칭 MSRP (USD) | 코드 네임(s) | 트랜지스터 (10억) | 다이 크기 (mm2) | 코어 구성          | SM 카운트 | L2 캐시 | 코어 (MHz)  | 메모리 (MT/s) | 화소 (GP/s) | 텍스처 (GT/s) | 크기   | 대역폭 (GB/s) | 버스 너비 | 반 정밀도 (부스트) | 단 정밀도 (부스트) | 배 정밀도 (부스트) | 레이/초 (10억)     | RTX-OPS (1조)      | 텐서 TFLOPS        | TDP   | NVLink 지원 |
|                          |                  |                 |              |                   |                 |                    |           |         |             |               |             |               |        |               |           |                    |                    |                    |                    |                    |                    |       |             |
| ------------------------ | ---------------- | --------------- | ------------ | ----------------- | --------------- | ------------------ | --------- | ------- | ----------- | ------------- | ----------- | ------------- | ------ | ------------- | --------- | ------------------ | ------------------ | ------------------ | ------------------ | ------------------ | ------------------ | ----- | ----------- |
| GeForce RTX 2060         | 2019년 1월 15일  | 349             | TU106-200A   | 10.8              | 445             | 1920 120:48:30:240 | 30        | 3 MB    | 1365 (1680) | 14000         | 65.52       | 163.8         | 6 GB   | 336           | 192-bit   | 10.483 (12.902)    | 5.242 (6.451)      | 0.164 (0.202)      | 5                  | 37                 | 51.6               | 160 W | 아니요      |
| GeForce RTX 2060         | 2020년 1월 10일  | 300             | TU104-150    | 13.6              | 545             | 1920 120:48:30:240 | 30        | 3 MB    | 1365 (1680) | 14000         | 65.52       | 163.8         | 6 GB   | 336           | 192-bit   | 10.483 (12.902)    | 5.242 (6.451)      | 0.164 (0.202)      | 5                  | 37                 | 51.6               | 160 W | 아니요      |
| GeForce RTX 2060 (12 GB) | 2021년 12월 7일  | ?               | TU106-300    | 10.8              | 445             | 2176 136:48:34:272 | 34        | 3 MB    | 1470 (1650) | 14000         | 79.2        | 224.4         | 12 GB  | 336           | 192-bit   | 12.246 (14.362)    | 6.123 (7.181)      | 0.191 (0.224)      | 6                  | 41                 | 57.4               | 185 W | 아니요      |
| GeForce RTX 2060 Super   | 2019년 9월       | 399             | TU106-410    | 10.8              | 445             | 2176 136:64:34:272 | 34        | 4 MB    | 1470 (1650) | 14000         | 94.05       | 199.9         | 8 GB   | 448           | 256-bit   | 12.246 (14.362)    | 6.123 (7.181)      | 0.191 (0.224)      | 6                  | 41                 | 57.4               | 175 W | 아니요      |
| GeForce RTX 2070         | 2018년 10월 17일 | 499             | TU106-400    | 10.8              | 445             | 2304 144:64:36:288 | 36        | 4 MB    | 1410 (1620) | 14000         | 90.24       | 203.04        | 8 GB   | 448           | 256-bit   | 12.994 (14.930)    | 6.497 (7.465)      | 0.203 (0.233)      | 6                  | 45                 | 59.7               | 175 W | 아니요      |
| GeForce RTX 2070         | 2018년 10월 17일 | 599             | TU106-400A   | 10.8              | 445             | 2304 144:64:36:288 | 36        | 4 MB    | 1410 (1620) | 14000         | 90.24       | 203.04        | 8 GB   | 448           | 256-bit   | 12.994 (14.930)    | 6.497 (7.465)      | 0.203 (0.233)      | 6                  | 45                 | 59.7               | 175 W | 아니요      |
| GeForce RTX 2070 Super   | 2019년 7월 9일   | 499             | TU104-410    | 13.6              | 545             | 2560 160:64:40:320 | 40        | 4 MB    | 1605 (1770) | 14000         | 102.72      | 256.8         | 8 GB   | 448           | 256-bit   | 16.435 (18.125)    | 8.218 (9.062)      | 0.257 (0.283)      | 7                  | 52                 | 72.5               | 215 W | 2-way       |
| GeForce RTX 2080         | 2018년 9월 20일  | 699             | TU104-400    | 13.6              | 545             | 2944 184:64:46:368 | 46        | 4 MB    | 1515 (1710) | 14000         | 96.96       | 278.76        | 8 GB   | 448           | 256-bit   | 17.840 (20.137)    | 8.920 (10.068)     | 0.279 (0.315)      | 8                  | 60                 | 80.5               | 215 W | 2-way       |
| GeForce RTX 2080         | 2018년 9월 20일  | 799             | TU104-400A   | 13.6              | 545             | 2944 184:64:46:368 | 46        | 4 MB    | 1515 (1710) | 14000         | 96.96       | 278.76        | 8 GB   | 448           | 256-bit   | 17.840 (20.137)    | 8.920 (10.068)     | 0.279 (0.315)      | 8                  | 60                 | 80.5               | 215 W | 2-way       |
| GeForce RTX 2080 Super   | 2019년 7월 23일  | 699             | TU104-450    | 13.6              | 545             | 3072 192:64:48:384 | 48        | 4 MB    | 1650 (1815) | 15500         | 105.6       | 316.8         | 8 GB   | 496           | 256-bit   | 20.275 (22.303)    | 10.138 (11.151)    | 0.317 (0.349)      | 8                  | 63                 | 89.2               | 250 W | 2-way       |
| GeForce RTX 2080 Ti      | 2018년 9월 27일  | 999             | TU102-300    | 18.6              | 754             | 4352 272:88:68:544 | 68        | 5.5 MB  | 1350 (1545) | 14000         | 118.8       | 367.2         | 11 GB  | 616           | 352-bit   | 23.500 (26.896)    | 11.750 (13.448)    | 0.367 (0.421)      | 10                 | 78                 | 107.6              | 250 W | 2-way       |
| GeForce RTX 2080 Ti      | 2018년 9월 27일  | 1199            | TU102-300A   | 18.6              | 754             | 4352 272:88:68:544 | 68        | 5.5 MB  | 1350 (1545) | 14000         | 118.8       | 367.2         | 11 GB  | 616           | 352-bit   | 23.500 (26.896)    | 11.750 (13.448)    | 0.367 (0.421)      | 10                 | 78                 | 107.6              | 250 W | 2-way       |
| Nvidia Titan RTX         | 2018년 12월 18일 | 2499            | TU102-400    | 18.6              | 754             | 4608 288:96:72:576 | 72        | 6 MB    | 1350 (1770) | 14000         | 129.6       | 388.8         | 24 GB  | 672           | 384-bit   | 24.884 (32.625)    | 12.442 (16.312)    | 0.389 (0.510)      | 11                 | 84                 | 130.5              | 280 W | 2-way       |

### 노트북
- RTX 2050만 삼성의 8N 공정으로 제조된 암페어 GA107 다이를 사용한다.

| 모델                         | 출시             | 코드 네임(s)      | 트랜지스터 (10억) | 다이 크기 (mm2) | 코어 구성          | SM 카운트 | L2 캐시 | 클럭 속도   | 클럭 속도     | 필레이트    | 필레이트      | 메모리 | 메모리        | 메모리    | 처리 능력 (TFLOPS) | 처리 능력 (TFLOPS) | 처리 능력 (TFLOPS) | 레이 트레이싱 성능 | 레이 트레이싱 성능 | TDP     |
| 모델                         | 출시             | 코드 네임(s)      | 트랜지스터 (10억) | 다이 크기 (mm2) | 코어 구성          | SM 카운트 | L2 캐시 | 코어 (MHz)  | 메모리 (MT/s) | 화소 (GP/s) | 텍스처 (GT/s) | 크기   | 대역폭 (GB/s) | 버스 너비 | 반 정밀도 (부스트) | 단 정밀도 (부스트) | 배 정밀도 (부스트) | 레이/초 (10억)     | RTX-OPS (1조)      | TDP     |
|                              |                  |                   |                   |                 |                    |           |         |             |               |             |               |        |               |           |                    |                    |                    |                    |                    |         |
| ---------------------------- | ---------------- | ----------------- | ----------------- | --------------- | ------------------ | --------- | ------- | ----------- | ------------- | ----------- | ------------- | ------ | ------------- | --------- | ------------------ | ------------------ | ------------------ | ------------------ | ------------------ | ------- |
| GeForce RTX 2050             | 2021년 12월 17일 | GA107 (GN20-S7)   | 8.7               | 200             | 2048 64:32:32:256  | 16        | 2 MB    | 1155 (1477) | 14000         | 47.26       | 94.53         | 4 GB   | 112           | 64-bit    | (12.10)            | (6.050)            | (0.189)            | ?                  | ?                  | 30–45 W |
| GeForce RTX 2060 Max-Q       | 2019년 1월 29일  | TU106 (N18E-G1)   | 10.8              | 445             | 1920 120:48:30:240 | 30        | 3 MB    | 975 (1175)  | 11000         | 56.88       | 142.2         | 6 GB   | 264           | 192-bit   | (9.101)            | (4.550)            | (0.142)            |                    |                    | 65 W    |
| GeForce RTX 2060             | 2019년 1월 29일  | TU106 (N18E-G1)   | 10.8              | 445             | 1920 120:48:30:240 | 30        | 3 MB    | 960 (1200)  | 14000         | 57.60       | 144.0         | 6 GB   | 336           | 192-bit   | (9.216)            | (4.608)            | (0.144)            | 3.5                | 26                 | 80–90 W |
| GeForce RTX 2060             | 2020년 4월 2일   | TU106 (N18E-G1-B) | 10.8              | 445             | 1920 120:48:30:240 | 30        | 3 MB    | 960 (1200)  | 14000         | 57.60       | 144.0         | 6 GB   | 336           | 192-bit   | (9.216)            | (4.608)            | (0.144)            | 3.5                | 26                 | 115 W   |
| GeForce RTX 2070 Max-Q       | 2019년 1월 29일  | TU106 (N18E-G2)   | 10.8              | 445             | 2304 144:64:36:288 | 36        | 4 MB    | 885 (1185)  | 12000         | 75.84       | 170.6         | 8 GB   | 384           | 256-bit   | (10.92)            | (5.460)            | (0.171)            | 4                  | 31                 | 80 W    |
| GeForce RTX 2070             | 2019년 1월 29일  | TU106 (N18E-G2)   | 10.8              | 445             | 2304 144:64:36:288 | 36        | 4 MB    | 1215 (1440) | 14000         | 92.16       | 207.4         | 8 GB   | 448           | 256-bit   | (13.27)            | (6.636)            | (0.207)            | 5                  | 38                 | 115 W   |
| GeForce RTX 2070             | 2020년 4월 2일   | TU106 (N18E-G1R)  | 10.8              | 445             | 2304 144:64:36:288 | 36        | 4 MB    | 1305 (1485) | 14000         | 92.16       | 207.4         | 8 GB   | 448           | 256-bit   | (13.27)            | (6.636)            | (0.207)            | 5                  | 38                 | 115 W   |
| GeForce RTX 2070 Super Max-Q | 2020년 4월 2일   | TU104 (N18E-G2R)  | 13.6              | 545             | 2560 160:64:40:320 | 40        | 4 MB    | 930 (1155)  | 12000         | 69.1        | 172.8         | 8 GB   | 352           | 256-bit   | (11.06)            | (5.530)            | (0.173)            | 4                  | 34                 | 80 W    |
| GeForce RTX 2070 Super       | 2020년 4월 2일   | TU104 (N18E-G2R)  | 13.6              | 545             | 2560 160:64:40:320 | 40        | 4 MB    | 1140 (1380) | 14000         | 88.3        | 220.8         | 8 GB   | 448           | 256-bit   | (14.13)            | (7.066)            | (0.221)            | 5                  | 40                 | 115 W   |
| GeForce RTX 2080 Max-Q       | 2019년 1월 29일  | TU104 (N18E-G3)   | 13.6              | 545             | 2944 184:64:46:368 | 46        | 4 MB    | 735 (1095)  | 12000         | 70.08       | 201.5         | 8 GB   | 384           | 256-bit   | (12.89)            | (6.447)            | (0.202)            | 5                  | 37                 | 80 W    |
| GeForce RTX 2080             | 2019년 1월 29일  | TU104 (N18E-G3)   | 13.6              | 545             | 2944 184:64:46:368 | 46        | 4 MB    | 1380 (1590) | 14000         | 101.8       | 292.6         | 8 GB   | 448           | 256-bit   | (18.72)            | (9.362)            | (0.293)            | 7                  | 53                 | 150+ W  |
| GeForce RTX 2080 Super Max-Q | 2020년 4월 2일   | TU104 (N18E-G3R)  | 13.6              | 545             | 3072 192:64:48:384 | 48        | 4 MB    | 735 (1080)  | 11000         | 69.1        | 207.4         | 8 GB   | 352           | 256-bit   | (13.27)            | (6.636)            | (0.207)            | 5                  | 38                 | 80 W    |
| GeForce RTX 2080 Super       | 2020년 4월 2일   | TU104 (N18E-G3R)  | 13.6              | 545             | 3072 192:64:48:384 | 48        | 4 MB    | 1365 (1560) | 14000         | 99.8        | 299.5         | 8 GB   | 448           | 256-bit   | (19.17)            | (9.585)            | (0.300)            | 7                  | 55                 | 150+ W  |

1. ↑  In OpenCL 3.0, OpenCL 1.2 functionality has become a mandatory baseline, while all OpenCL 2.x and OpenCL 3.0 features were made optional.
2. 1 2  셰이더 프로세서, 텍스처 매핑 유닛: 렌더 출력 장치: 레이 트레이싱 코어: 텐서 코어 (텐서 코어는 행렬 산술을 위해 특별히 설계된 혼합 정밀도 FPU이다.)
3. 1 2  GPU의 스트리밍 멀티프로세서 수
4. 1 2  코어 부스트 값(사용 가능한 경우)은 기본 값 아래 괄호 안에 표시된다.
5. 1 2  픽셀 필레이트는 ROP 수에 기본(또는 부스트) 코어 클럭 속도를 곱하여 계산된다.
6. 1 2  텍스처 필레이트는 TMU 수에 기본(또는 부스트) 코어 클럭 속도를 곱하여 계산된다.

## 재출시
RTX 30 시리즈 카드 생산 문제와 코로나19 범유행으로 인한 생산 문제로 인한 그래픽 카드 부족, 그리고 암호화폐 채굴 증가로 인한 그래픽 카드 수요 증가로 인해 RTX 2060과 그 슈퍼 버전, 그리고 GTX 1050 Ti가 2021년에 다시 생산되었다.
또한 RTX 2060은 2021년 12월 7일에 12GB VRAM 변종으로 재발행되었다. 그러나 출시 당시 카드의 재고는 부족했다.

## 같이 보기
- 지포스 10 시리즈
- 지포스 16 시리즈
- 지포스 RTX 30 시리즈
- 지포스 RTX 40 시리즈
- 지포스 RTX 50 시리즈
- 엔비디아 쿼드로
- 엔비디아 테슬라
- 엔비디아 그래픽 처리 장치 목록